# Antonia av Luxemburg
Antonia av Luxemburg, född 7 oktober 1899 på Schloß Hohenburg, död 31 juli 1954 i Lenzerheide i Schweiz, var dotter till storhertig Vilhelm IV av Luxemburg (1852–1912) och Maria Anna av Portugal.
Hon gifte sig 1921 med före detta kronprins Rupprecht av Bayern (1869–1955) och fick sex barn med honom.
På grund av makens starka hållning som antinazist flydde familjen 1939 först till Italien, senare till Ungern. Där blev hon oktober 1944 (tillsammans med några av sina döttrar) arresterad av tyskarna och satt i koncentrationsläger. Maken Rupprecht undkom till Schweiz. Hon hämtade sig aldrig, fysiskt eller psykiskt, efter dessa upplevelser och dog i förtid 1954.

## Utmärkelser
- Nassauska Gyllene lejonets orden
- Heliga Elisabetsorden
- Bayerska kronorden
- Adolf av Nassaus civil- och militärförtjänstorden
- Louise-orden

[Redigera Wikidata]

## Källhänvisningar
1. ↑  Volkmann, Jean-Jacques (1998/2005): Généalogies des rois et des princes, s. 30. Éd. Jean-Paul Gisserot. Läst 31 januari 2015. (franska)